# Бреннер, Владимир Александрович
Владимир Александрович Бреннер (1928—2009) — советский и российский учёный, доктор технических наук (1970), профессор (1974).
Автор более 400 научных работ, в том числе 20 монографий и 12 учебных пособий; ему принадлежит около 100 авторских свидетельств и патентов на изобретения.

## Биография
Родился 14 апреля 1928 года в городе Большой Токмак Запорожской области Украинской ССР.
В 1949 году, после окончания Харьковского горного института (в результате нескольких преобразований сейчас это Харьковский национальный университет радиоэлектроники), по распределению был направлен на предприятия угольной промышленности комбината «Свердловскуголь». Там прошел путь
от механика участка до заместителя главного инженера угольного разреза, внёс ряд существенных изменений в отечественный шагающий экскаватор ЭШ-1.
В 1951 году Владимир Бреннер поступил в аспирантуру Академии наук Казахской ССР, которую окончил в 1954 году, защитив кандидатскую диссертацию, в которой был обобщен опыт эксплуатации экскаваторов разных моделей, приобретенный им на производстве, и даны рекомендации по их совершенствованию. В период с 1954 по 1979 год его научная деятельность проходила в Караганде, где до 1958 года он работал в Карагандинском научно-исследовательском угольном институте (КНИУИ), занимая должности от старшего научного сотрудника до заведующего лабораторией и отделом механизации.
Когда в 1958 году в Караганде был создан Научно-исследовательский и проектно-конструкторский институт по созданию горных машин, а В. А. Бреннер был назначен на должность заместителя директора по научной работе. При его участии было налажено производство маневровых устройств и буровых станков для дегазиционных скважин, созданы очистные комбайны и механизированные крепи для шахт; также под его руководством был разработан проект комбайна «Караганда-7/15».
В 1970 году Владимир Александрович защитил докторскую диссертацию на тему «Основы выбора расчетных параметров угледобывающих машин очистных и проходческих комплексов (На примере Карагандинского угольного бассейна)», в 1974 году ему присвоено звание профессора. В 1978 году перешёл на педагогическую деятельность в Карагандинский политехнический институт.
В 1979 году переехал в Тулу, по конкурсу был избран заведующим кафедрой горных машин и комплексов горного факультета Тульского политехнического института (ныне Тульский государственный университет), которой руководил более 20 лет. В 1995 году по его инициативе было организовано Тульское отделение Академии горных наук, где он долгое время был вице-президентом, а с 2005 году — президентом. Всего под его руководством защищены 21 докторская и 58 кандидатских диссертаций.
На протяжении многих лет Владимир Александрович являлся членом ученых советов по присуждению ученых степеней ряда ведущих вузов страны. В период с 1982 по 1992 год был ответственным редактором издаваемых в Тульском политехническом институте сборников научных статей по актуальным
проблемам горного производства. Являлся членом редколлегии журнала «Горные машины и автоматика». В разные годы состоял членом многочисленных технических, научно-технических и научных советов.
Умер 4 ноября 2009 года в Туле. Был похоронен на Смоленском кладбище города.

## Заслуги
- Награждён орденами Дружбы (2002), «Знак Почёта», а также медалями.
- Лауреат Государственной премии СССР (1967, за создание конструкций и освоение промышленного производства проходческих комбайнов типов «ПК» и «Караганда»).
- Заслуженный деятель науки и техники РСФСР (09.08.1988).
- Удостоен знаков «Шахтёрская слава» 3-х степеней и знака «Изобретатель СССР».